# Station Wittring
Station Wittring is een spoorwegstation in de Franse gemeente Wittring.